# Grão-Ducado da Posnânia

Mapa do Grão-ducado de Posnânia, parte da Prússia

O Grão-Ducado de Poznań ou, na sua forma portuguesa, da Posnânia (em alemão:  Großherzogtum Posen; em polonês/polaco:  Wielkie Księstwo Poznańskie) foi uma região do Reino da Prússia, nas terras polonesas normalmente conhecidas como "Grande Polônia" entre os anos de 1815 a 1848. Pelos acordos do Congresso de Viena a região deveria ter autonomia. No entanto, na prática, era subordinada à Prússia e os direitos proclamados pelos poloneses não foram respeitados. O nome foi extra-oficialmente usado pelos poloneses para denominar o território e hoje é usada pelos historiadores modernos para descrever diferentes as entidades políticas que ali existiram até 1918. Sua capital é Posen (polaco:Poznań). O Grão-Ducado foi formalmente substituído pela província de Posen na Constituição prussiana de 5 de Dezembro de 1848.

## História

### Antecedentes

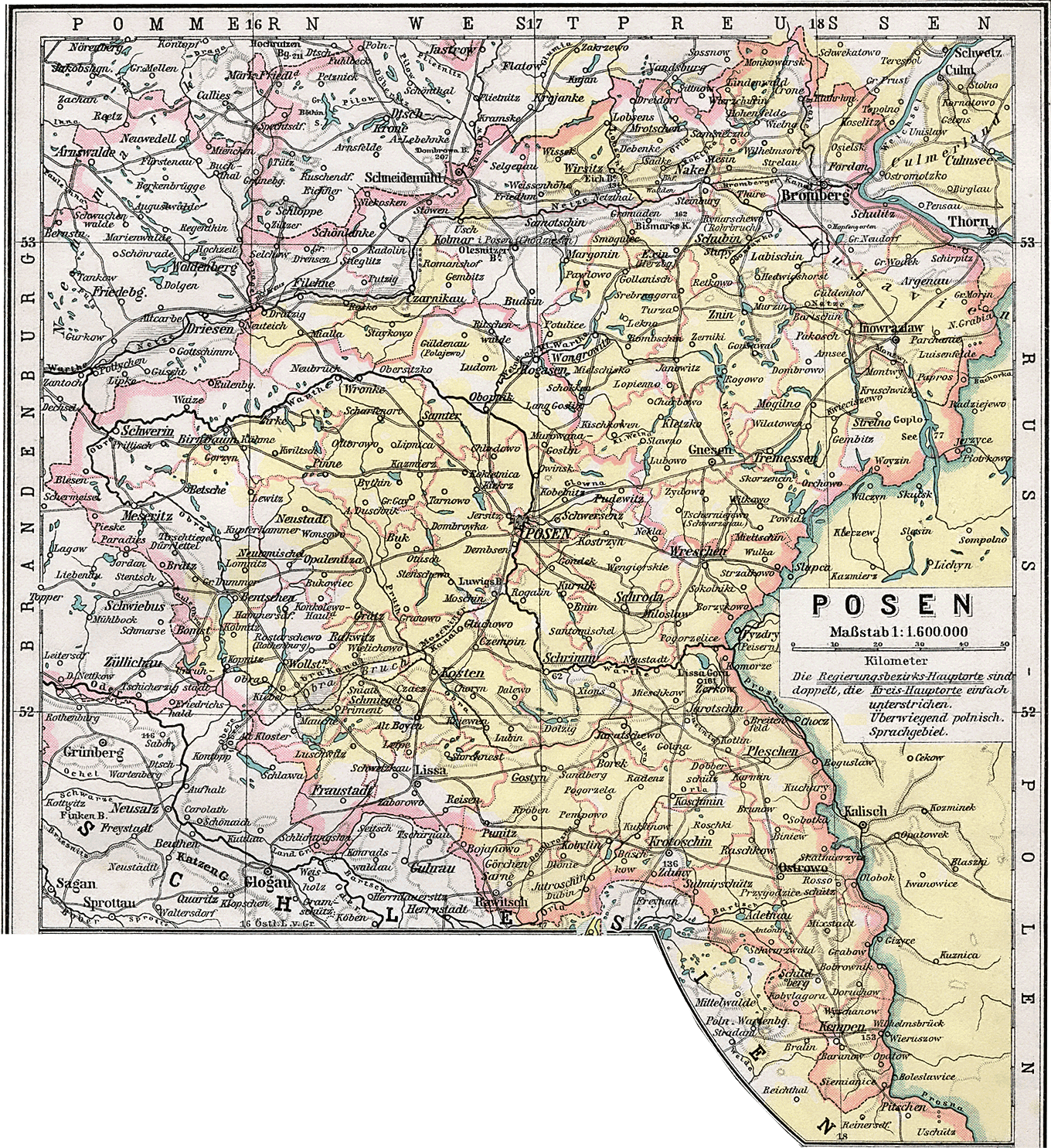
A Província Prussiana de Posen. Em cor amarela as áreas de língua polonesa de acordo com as autoridades alemãs.

Originalmente parte do Reino da Polônia, esta área coincidia em grande parte com a Grande Polônia. Em meados da década de 1600 as forças invasoras suecas trouxeram devastação durante a "O Dilúvio". A porção oriental do território foram tomadas pelo Reino da Prússia durante as Partições da Polônia. Durante a primeira partição (1772), Prússia teve apenas o Distrito de Netze, a porção ao longo do  rio Noteć (alemão:Netze). A Prússia adicionou o restante do território durante a segunda partição em 1793, tendo perdido brevemente o controle durante o Revolta Kościuszko em 1794.
O Grão-Ducado foi inicialmente administrado como a província da Prússia Meridional. Os polacos foram os principais aliados de Napoleão Bonaparte na Europa Central, participando da Grande Revolta Polonesa de 1806 e abastecendo as tropas para suas campanhas. Após a derrota da Prússia pelo França Napoleônica, foi criado o Ducado de Varsóvia pelo Tratado de Tilsit, em 1807.

### 1815-1830
De acordo com o Congresso de Viena, colocado em ação após a queda de Napoleão em 1815, o território da antiga Partição da Polônia prussiano foi devolvido à Prússia. A partir de então foi criado o Grão-Ducado do Posen, que era uma província autônoma nominalmente sob domínio dos Hohenzollern, com direitos de "livre desenvolvimento, cultura e idioma do povo polaco", estando fora da Confederação Alemã. Originalmente, o Ducado deveria incluir Chełmno e Toruń. A Prússia porém não cumpriu esta promessa do Congresso de Viena. Nesta época a cidade de Posnânia, era o centro administrativo e a sede do "Príncipe Antoni Henryk Radziwill, de Posnânia". Na realidade, o verdadeiro poder sobre a região administrativa foi concedido pela Prússia ao supra-presidente da província, que era alemão.
No início do domínio prussiano sobre os territórios poloneses, a discriminação e repressão dos polacos consistiu em reduzir seu acesso à educação e ao sistema judicial. Os de funcionários prussianos identificaram a Germanização como sendo o progresso de uma cultura inferior para uma superior. Como resultado, a administração local discriminava os poloneses. Depois de 1824 as tentativas de germanizar o sistema escolar ganharam ímpeto e o governo recusou-se a estabelecer uma universidade polonesa em Posnânia. Políticos polonês protestaram contra as políticas prussianas e uma organização secreta patriota polonesa foi fundada, chamada de  Towarzystwo Kosynierów (Sociedade de Scythemen). Os pólos de resistência resultaram em uma reação a partir de Berlim, onde um julgamento foi realizado sobre as conexões entre poloneses das partes da Polônia  prussianas com poloneses do Congresso da Polônia russo .

### 1830-1840
A Revolta de novembro de 1830 no Congresso da Polônia, contra o Império Russo, teve apoio significativo dos polacos do Grão-Ducado. Depois, o Oberpräsident da administração  prussiana, Edward Flotwell, conhecido por seu antipolonismo, introduziu um sistema mais severo de repressão contra os poloneses. Autoridades Prussianas tentaram expulsar poloneses da administração pública para enfraquecer o governo polonês; da nobreza, comprando suas terras; e, após 1832, foi significativamente reprimido a educação em língua polonesa. A autonomia local dos chefes locais poloneses, componentes da nobreza, foi abolida, e no seu lugar foram nomeados comissários do Estado prussiano. Mosteiros e os seus bens foram confiscados pela Prússia. O cargo de governador foi abolido. A germanização das instituições, através da educação ecolonização foi implementada.

### 1840-1846
Em 11 de setembro de 1840 foi realizada uma audiência pelo rei prussiano com os deputados provenientes do Ducado. o conde Edward Raczyński, em nome de todos os membros do parlamento polonês local, se queixou contra a repressão e discriminação da população polonesa, o que era contra as garantias dadas no acordo de 1815. Ele acusou as autoridades prussianas de removerem a língua polonesa das instituições públicas, tribunais, escolas, bem como a remoção do ensino de história da Polônia das  escolas, além de terem substituído a denominação "Poznańskie Wielkie Księstwo" com "Província de Posen". Além disso as autoridades haviam removido a Águia símbolo do Ducado de selos e emblemas, tendo também removido poloneses de cargos oficiais, a fim de substituí-los com alemães. Terra polonesas estavam sendo compradas e passadas para colonos alemães. O rei prussiano rejeitou a denúncia, sendo totalmente solidário com a germanização das áreas polonesas. Apesar disso, ele acreditava que esta germanização deveria empregar métodos diferentes e removeu Flottwel de sua função principal, mantendo-o como represtante pessoal no parlamento local, em sessão datada de fevereiro de 1841.

### Grande Revolta Polonesa de 1846
Antes de 1848 a repressões se intesificaram no Ducado, a censura foi reforçada, colonos alemães foram trazidos a e grandes manifestações foram realizadas pela memória do patriota Antoni Babinski - membro do Sociedade Democrática Polonesa. O gendarme prussiano havia tentado capturar Babinski, na luta que seguiu ele foi ferido por um tiro e capturado. Em seguida, foi condenado à morte e executado em Posnânia. Sua execução pública em fevereiro de 1847 foi acompanhada por luto do público. Panos embebidos em seu sangue e outros restos mortais foram distribuídos como relíquias nacionais. Grandes orações foram realizadas em sua memória, muitas vezes contrariando ordens da Prússia. Os membros de tais encontros foram perseguidos pela polícia. Ao mesmo tempo, o auto-consciência nacional cresceu entre população rural. O sentimento antiprussiano cresceu como resposta à política de repressão e germanização pelas autoridades prussianas e a organização conspiratória chamada Zwiazek Plebejuszy encontrou um terreno fértil. Chefiada pelo livreiro Walenty Stefanski, poeta Ryszard Berwiński e o advogado Jakub Krauthofer-Krotowski.

### Francoforte do Parlamento e do Ducado de 1848
Durante a Revoluções de 1848 o Parlamento de Frankfurt tentou dividir o Ducado em duas partes: a província de Posnânia, que teria sido dada aos alemães e anexada a um recém-criado Império Alemão, e na Província de Gniezno, que teria sido dada aos poloneses, mantida fora da Alemanha. Entretanto por causa do protesto dos deputados poloneses esses planos falharam e a integridade do ducado foi preservada. No entanto, em 9 de fevereiro de 1849, após terem eclodido uma série de protestos, a administração prussiana do ducado, renomeou então o ducado para província de Posen. Apesar disso os reis prussianos até Guilherme II mantiveram o título de "Grão-Duque de Posen" até 1918.

## Área e população
O ducado possuía uma área de 28.951 km² e continha a maior parte dos territórios da província histórica da Grande Polônia, que compreendia a parte ocidental do Ducado de Varsóvia (Departamentos de Posnânia, Bydgoszcz, e parte do Kalisz) que foram cedidos à Prússia, de acordo com o Congresso de Viena (1815) como uma garantia internacional de auto-administração e livre desenvolvimento da nação polonesa.
População:
- 900.000 (1815)
- 1.350.000 (1849)
- 2.100.000 (1910)

Em 1815 a população polaca, compunha cerca de 73% da população total, enquanto 25% eram alemães e 2% judeus. Apesar dos esforços de germanização, a população polonesa permaneceu a maioria, tendo no entanto, diminuído para 64% da população em 1910.

## Administração territorial
O monarca do ducado, com o título do Grão-Duque de Posen, era o rei da Prússia Hohenzollern e seu representante era o Duque-Governador: o primeiro foi o príncipe Antoni Radziwill (1815-31), que foi casado com a princesa Luísa da Prússia, sendo primo do rei. O governador foi designado para dar conselhos em matéria de nacionalidade polonesa, e tinha o direito de vetar decisões da administração. Na realidade, no entanto, todos os poderes administrativos estava nas mãos do supra-presidentes prussianos da província.
A unidade administrativa prussiana que abrange o território do Ducado foi renomeada Província do Grão-Ducado do Posen, nos anos 1815-49, e só mais tarde, para simplificar chamada de Província de Posen (em alemão:  Provinz Posen, em polonês/polaco:  Prowincja Poznańska).
O território do ducado foi dividido em duas regiões (em polonês/polaco:  Rejencja), Posen e Bromberg, as quais foram subdivididos em 26 distritos originais (em alemão:  Kreis(e), em polonês/polaco:  Powiat(y)) administradas por landrats ( "municípios"). Mais tarde, estes foram redivididos em 40 circunscrições, mais dois distritos urbanos. Em 1824, o Ducado também recebeu um conselho provincial (com início em 1827), mas com pouco poder administrativo, limitado a fornecer conselhos. Em 1817, a região de Culmerland foi movida para a Prússia Ocidental.

## Organizações Polonesas
- Sociedade da Juventude do Grão-Ducado do Posen para a Ajuda Científica (estabelecida em 1841, em polonês/polaco:  Towarzystwo Naukowej Pomocy dla Młodzieży Wielkiego Księstwa Poznańskiego) - bolsa para os jovens pobres
- Bazar Poznań (Bazar Poznanski, estabelecida em 1841).
- Sociedade Econômica Central para o Grão-Ducado de Poznań (estabelecida em 1861, em polonês/polaco:  Centralne Towarzystwo Gospodarcze dla Wielkiego Księstwa Poznańskiego, CTG ) - paa a promoção de uma agricultura moderna.
- Sociedade Popular de Bibliotecas (estabelecida em 1880, em polonês/polaco:  Towarzystwo Czytelni Ludowych, TLC) sociedade para promoção da educação entre a população em geral.
- Sociedade dos Amigos das Artes e das Ciências de Poznań (estabelecida em 1875, em polonês/polaco:  Poznańskie Towarzystwo Przyjaciół Nauk, PTPN), sociedade para promoção das artes e das ciências.
- Sociedade Warta (Towarzystwo Przyjaciół Wzajemnego Pouczania się i Opieki nad Dziećmi Warta)
- União das Sociedades de Trabalhadores Católicos Poloneses
- União das Sociedades de Ganhos e Economia (Zwiazek Spolek Zarobkowych i Gospodarczych)

## Organizações Alemãs
- Comissão de Colonização (Ansiedlungskommision, estabelecida em 1886
- Sociedade Oriental Alemã de Marchas (Hakata), Verein Deutscher Ostmarken, estabelecida em 1894

## Pessoas notáveis
(em ordem alfabética de sobrenome)
- Stanisław Adamski (1875-1967), sacerdote polonês, ativista social e político da União das Sociedades de Trabalhadores Católicos Poloneses (Zwiazek Katolickich Towarzystw Robotników Polskich), fundador e editor do semanário "RobotNik '(Trabalhador)
- Tomasz K. Bartkiewcz (1865-1931), organista e compositor polonês, co-fundador da União de Círculos de Cantores (Zwiazek Kol Śpiewackich)
- Józef Brzeziński
- Hipolit Cegielski (1815-68), empresário polonês, ativista social e cultural
- Dezydery Chłapowski (1788-1879), negóciante polonês e activista político
- Bernard Chrzanowski (1861-1944), ativista social e político polonês, presidente da União dos Falcões da Grande Polônia (Zwiazek Sokolow Wielkopolskich)
- August Cieszkowski (1814-94), filósofo polonês, ativista social e político, co-fundador da Liga polonesa (Liga Polska), co-fundador e presidente da PTPN
- Czesław Czypicki (1855-1926), advogado polonês de Kożmin, ativista das sociedades de cantores
- Bolesław Dembiński (1833-1914), organista e compositor polonês, ativista das sociedades de cantores
- Franciszek Dobrowolski (1830-96), diretor teatral polonês, editor de Dziennika Poznańskiego (Diário de Poznań)
- Michał Drzymała (1857-1937), famoso camponês polonês
- Tytus Działyński (1796-1861), ativista político polonês, protetor das artes
- Ewaryst Estkowski (1820-56), professora polonesa, ativista da educação, editora da revista Szkoła Polska (Escola Polonesa)
- Edward H. Flotwell (1786-1865), político prussiano, supra-presidente do Grão-Ducado de Poznań
- Ferdinand Hansemann (1861-1900), político prussiano, co-fundador da Sociedade Oriental Alemã de Marchas
- Maksymilian Jackowski (1815-1905), activista polonês, secretário-geral da Sociedade Central Económica (Centralne Towarzystwo Gospodarcze), patrono dos círculos agrícolas
- Kazimierz Jarochowski (1828-88), historiador polonês, publicista do Dziennik Poznanski (Diário de Poznań), co-fundador do PTPN
- Hermann Kennemann (1815-1910), político prussiano, co-fundador da Sociedade Oriental Alemã de Marchas
- Józef Kościelski (1845-1911), político e parlamentar polonês, co-fundador da sociedade Straż (Guarda)
- Konstanty Kościnski, autor de O Guia de Poznan e ao Grão-Ducado de Poznan(Turismo pod Poznaniu i Wielkim Księstwie Poznańskiem), Poznan, 1909
- Antoni Kraszewski (1797-1870), político e membro do parlamento polonês
- Józef Krzymiński (1858-1940), médico polonês, ativista social e político, membro do parlamento
- Karol Libelt (1807-75), filósofo polonês, político e ativista social, presidente do PTPN
- Karol Marcinkowski (1800-48), médico polonês, ativista social, fundador da Poznań Bazar
- Władysław Marcinkowski (1858-1947), escultor polonês, que criou um monumento de Adam Mickiewicz em Milosław
- Teofil Matecki (1810-86), médico polonês, ativista social, membro do PTPN, fundador do monumento Adam Mickiewicz, Poznan
- Maciej Mielzyński
- Ludwik Mycielski, político polonês, presidente do Conselho Nacional (Rada Narodowa) em 1913
- Andrzej Niegolewski (1787-1857), coronel polonês durante as Guerras Napoleónicas, membro do parlamento, acionista do Bazar Poznań
- Władysław Niegolewski (1819-85), político liberal polonês e membro do parlamento, insurgente, em 1846, 1848 e 1863, cofundador da Sociedade Popular de Bibliotecas e  da Sociedade Econômica Central para o Grão-Ducado de Poznań
- Władysław Oleszczyński (1808-66), escultor polonês, que criou um monumento de Adam Mickiewicz, em Poznan
- Gustaw Potworowski (1800-60), polonês ativista, fundador da Kasyno em Gostyn, ativista da Liga polonesa (Liga Polska)
- Edward Raczyński (1786-1845), político conservador polonês, protetor das artes, fundador da Biblioteca Raczynski em Poznan
- Antoni Radziwill (1775-1833), duque polonês, compositor e político, governador-geral do Grão-Ducado de Poznań
- Cyryl Ratajski (1875-1942), presidente da Poznan 1922-34
- Karol Rzepecki (1865-1931), livreiro polonês, ativista social e político, editor de Sokol (Falcão) revista
- Walenty Stefanski (1813-77),livreiro polonês, ativista político, co-fundador da Liga polonesa (Liga Polska)
- Florian Stablewski (1841-1906), sacerdote polonês e arcebispo de Poznan Gniezno, membro do parlamento prussiano
- Antoni Stychel (1859-1935), sacerdote polonês, membro do parlamento, presidente da União das Sociedades de Trabalhadores Católicos Poloneses (Zwiazek Katolickich Towarzystw Robotników Polskich)
- Roman Szymański (1840-1908), activista político polonês, jornalista, editor da revista Orędownik
- Heinrich Tiedemann (1840-1922), prussiano político, co-fundador da Sociedade Oriental Alemã de Marchas
- Aniela Tułodziecka (1853-1932), polonês ativista educacional da Sociedade Warta (Towarzystwo Przyjaciół Wzajemnego Pouczania się i Opieki nad Dziećmi Warta)
- Teofil Walicki
- Piotr Wawrzyniak (1849-1910), sacerdote polonês, ativista econômico e educacional, patrono da União das Sociedades de Ganhos e Economia (Zwiazek Spolek Zarobkowych i Gospodarczych)
- Leon Wegner (1824-73), economista e historiador polonês, co-fundador do PTPN
- Richard Witting (1812-1912), político prussiano, supra-presidente da cidade de Poznan, 1891-1902